# Radomiak Radom (lekkoatletyka)
Radomiak Radom – sekcja lekkoatletyczna funkcjonowała w latach 1952-1997.
Pierwsze sukcesy lekkoatleci Radomiaka odnieśli w połowie lat 70. XX wieku. Dzięki współpracy z młodzieżą trenerów: Jana Polesiaka, Ireneusza Zgrzebnickiego i Henryka Witkowskiego, nastąpił awans do II ligi. Zawodnicy stawali na podium mistrzostw Polski juniorów, młodzików i seniorów.
W 1989 roku Rafał Walczak należał do reprezentacji Polski w czasie mistrzostw świata w biegach przełajowych. Jakub Fijałkowski w 1996 roku w biegu na dystansie 1500 m zdobył złoty medal mistrzostw Polski seniorów. Z kolei multimedalistą we wszystkich kategoriach wiekowych w biegach był Artur Błasiński. Na stałe w kartach historii Radomiaka zapisał się również Grzegorz Krzosek, ośmiokrotny mistrz Polski w biegu na 800 metrów (na otwartym stadionie i w hali), brązowy medalisty Młodzieżowych Mistrzostw Europy w Lekkoatletyce w 1997 roku.